# Lispocephala latitarsis
Lispocephala latitarsis är en tvåvingeart som beskrevs av Hardy 1981. Lispocephala latitarsis ingår i släktet Lispocephala och familjen husflugor. Inga underarter finns listade i Catalogue of Life.